# Вёрле, Оскар
Теодор Оскар Вёрле (нем. Theodor Oskar Wöhrle; 26 января 1890, Санкт-Людвиг, Германская империя — 31 января 1946, Глоттерталь, французская зона оккупации Германии) — немецкий поэт, писатель и издатель.

## Биография
Был старшим из пяти детей сапожника Теодора Вёрле. С 1904 года посещал среднюю школу в Кольмаре, а затем начал учиться на учителя. По дисциплинарным причинам оставил это обучение и, имея в багаже только скрипку, начал бродяжью и богемную жизнь во Франции (Париж, юг Франции) и в Италии. Какое-то время служил кочегаром на корабле, курсирующем по Средиземному морю.
По материальным причинам вступил во Французский Иностранный легион, был направлен на алжирско-марокканскую границу, заразился тифом и дезертировал из военного госпиталя в Марселе. После побега через леса Франции, Италии и Швейцарии вернулся в Эльзас, где работал на фабрике красильщиком шёлка.
Писал стихи и прозаические наброски, где описывал события своей бродяжьей жизни. Некоторые стихи были опубликованы в Das literarische Elsass. В 1911 году Вёрле был призван на военную службу канониром, но вскоре вернулся домой из-за проблем с дисциплиной.
В 1912 году стал журналистом мюнхенского литературного журнала Die Lese. В то же время он представил свой первый роман «Бальдамус и его проделки» (нем. Der Baldamus und seine Streiche), который был весьма успешен и привлёк большое внимание коллег-писателей. Однако у Вёрле возник спор с Die Lese по поводу выплаты ему гонорара, и, несмотря на присланный в Штутгарт вексель от редакции, 30 июня 1914 года он уволился оттуда.
В начале Первой мировой войны был призван в немецкую армию канониром. После полутора лет на фронте Вёрле стал редактором газеты 10-й армии в Вильне и Минске. Он изучал культуру Литвы и в 1916 году опубликовал основанную на своём военном опыте книгу «Рикошет. Грохочущая книга. Записки канонира» (нем. Querschläger. Das Bumserbuch. Aufzeichnungen eines Kanoniers) — сборник резких, саркастических рассказов и стихов о войне с юмором висельника. Среди наследия Вёрле есть несколько рассказов, которые не пропустила в книгу военная цензура.
В 1916 году он также выступил как издатель, открыв в Шильтигайме издательство с книжным магазином Julie Schrader, названное именем его жены.
После окончания войны Вёрле был членом Совета рабочих и солдат и изготавливал листовки в Штутгарте. В 1920 году он открыл в Констанце по адресу Хуссенштрассе, 18 лавку антикварных книг и вскоре после этого издательства Oskar Wöhrle Verlag и See-Verlag, а затем ещё и типографию. Его дом стал местом встречи многих художников, музыкантов и писателей, что даже принесло ему председательство в Констанцском обществе искусств. В ту пору художник Ганс Брайнлингер расписал фасад дома в экспрессионистском стиле — в таком виде он сохранился и сегодня. Издательства Вёрле стали известны своей левой и либеральной литературой. В 1925 году бесхозяйственность и инфляция привели к банкротству, а в 1926 году он также потерял свой дом и имущество.
По уши в долгах Вёрле уехал к сестре и её мужу в Штутгарт, затем в Берлин, сочинял рекламные лозунги и радиорепортажи, написал роман «Крысиная нора» (нем. Das Rattennest) и рассказ «Разбитое зеркало юности» (нем. Splitterspiegel der Jugend).
За свой исторический роман «Ян Гус» (нем. Jan Hus) он получил Чехословацкую литературную премию, а в 1932 году был приглашён на длительную научную стажировку в Прагу для продолжения «Гуса» — романа «Чаша» (нем. Der Kelch).
В 1933 году Вёрле переехал к своей семье в Шильтигайм, который к тому времени вновь принадлежал Франции.
Работал упаковщиком у Эткера в Страсбурге. В это время он написал сборник лирики о своей эльзасской родине «Шильтигаймcкий урожай» (нем. Die Schiltigheimer Ernte). Изгнанный французами, Верле переехал во Фрайбург-им-Брайсгау.
10 мая 1933 года национал-социалисты сожгли его книгу «Рикошет». Поначалу Вёрле бежал через Эльзас в Прагу. Однако в 1937 году он вернулся в Германию и сперва поселился в Бадене, пытаясь приспособиться в своём творчестве к нацистской культурной политике. Как немецкий научный сотрудник он был направлен в Мюлуз. Он предлагал немецкому радио в Берлине материалы об Эльзасе и тамошних политических настроениях.
В 1941 году вышла «Книга Зундгау» (Зундгау — пейзаж в южном Эльзасе), а в следующем году — фотоальбом об Эльзасе. В 1944 году, перед приближением фронта, Вёрле бежал в Базель, а затем в Шварцвальд. Он умер в шварцвальдской клинике «Глоттербад» после ампутации ноги в результате диабета, которым он страдал ещё с 1920-х годов.
Был женат на Джульетте Вёрле, урождённой Шрадер.
Основная часть наследия Вёрле с 1999 года находится в литературном архиве Саар-Лор-Люкс-Эльзас при Саарском университете в Саарбрюккене; кое-что находится в Институте Фрица Хюзера в Дортмунде, в библиотеке Франкфуртского университета (в основном письма) и в его родном городе Сен-Луи.

## Награды
- 1932. Чехословацкая литературная премия.
- 1940. Премия Эрвина фон Штейнбаха от фонда барона фом Штейна (за «алеманнский народный дух» в Эльзасе, Швейцарии и Германском рейхе. Награда была вручена Фрайбургским университетом).

## Сочинения
- Der Baldamus und seine Streiche. — Stuttgart, 1913 (Neue veränd. endgült. Fassung: Berlin: Der Bücherkreis, 1931).
- Als ein Soldat in Reih und Glied. — Berlin: Fleischel, 1915.
- Das Bumserbuch — Berlin: Fleischel, 1916 (Neuauflage als: «Querschläger. Aufzeichnungen eines Kanoniers», Berlin, 1929).
- Ein deutscher Handwerksbursch der Biedermeierzeit. Auf der Walze durch den Balkan und Orient. — Stuttgart: Die Lese, 1916.
- Johann Hus. Der letzte Tag. — Berlin: Bücherkreis, 1932.
- Die Schiltigheimer Ernte. Gedichte. — Strassburg: Joseph Heissler, 1934.
- Kamrad im grauen Heer. Ein Soldatenbrevier. — Freiburg: Bär & Bartosch, 1939.
- Pömperles Ausfahrt in die Welt. Elsässische Novelle. — Karlsruhe: Deutscher Scheffel-Bund, 1940.
- Das Sundgaubuch. Elsässische Geschichten. — Colmar, 1941.
- Das Elsaß. Ein Hymnus. — Bielefeld: Velhagen & Klasing, 1942.